# Herb Ferdinandshofu
Herb Ferdinandshofu – herb gminy Ferdinandshof stanowi hiszpańską, trójdzielną w słup i w pas tarczę herbową. W pierwszym srebrnym polu niebieski kielich, w drugim niebieskim polu kroczący, z czarną grzywą i kopytami srebrny koń z czarnym ogonem i czarnym siodłem; w trzecim zielonym polu dwie pofalowane srebrne nici.
Herb został zaprojektowany przez Rainera Kummer z Torgelow i zatwierdzony 8 czerwca 1998 przez Ministerstwo Spraw Wewnętrznych (Bundesministerium des Innern, für Bau und Heimat).

## Objaśnienie herbu
Kielich w herbie nawiązuje do początków powstania miejscowości, do huty szkła tutaj się znajdującej. Koń z jednej strony przypomina ówczesne miejsce edukacji jeździeckiej dla armii, z drugiej zaś strony obecną turystykę jeździecką. Motyw ten symbolizuje nie tylko część przeszłości tej miejscowości, ale również ucieleśnia się z obecnym i przyszłym symbolem funkcji turystycznej gminy. Pofalowane nici na zielonym polu symbolizują rowy melioracyjne oraz łąki położone na terenie gminy.